# Jaitaran
Jaitaran là một thành phố và khu đô thị của quận Pali thuộc bang Rajasthan, Ấn Độ.

## Địa lý
Jaitaran có vị trí 26°12′B 73°56′Đ / 26,2°B 73,94°Đ Nó có độ cao trung bình là 307 mét (1007 feet).

## Nhân khẩu
Theo điều tra dân số năm 2001 của Ấn Độ, Jaitaran có dân số 19.325 người. Phái nam chiếm 52% tổng số dân và phái nữ chiếm 48%. Jaitaran có tỷ lệ 57% biết đọc biết viết, thấp hơn tỷ lệ trung bình toàn quốc là 59,5%: tỷ lệ cho phái nam là 71%, và tỷ lệ cho phái nữ là 43%. Tại Jaitaran, 17% dân số nhỏ hơn 6 tuổi.